# Osteocephalus castaneicola
Osteocephalus castaneicola es una especie de anfibio anuro de la familia Hylidae.

## Distribución geográfica
Esta especie se encuentra en:
- Bolivia en el departamento de Pando;
- Perú en la región de Madre de Dios;
- Brasil en los estados de Amazonas.[3]

Su presencia es incierta en Brasil en el estado de Acre y Rondônia.

## Descripción
Los machos miden de 47 a 51 mm y las hembras de 47 a 63 mm.

## Publicación original
- Moravec, Aparicio, Guerrero-Reinhard, Calderón, Jungfer & Gvoždík, 2009: A new species of Osteocephalus (Anura: Hylidae) from Amazonian Bolivia: first evidence of tree frog breeding in fruit capsules of the Brazil nut tree. Zootaxa, n.º 2215, p. 37–54.[4]